# Collegio elettorale di Macerata (Camera dei deputati)
Il collegio di Macerata fu un collegio elettorale uninominale della Repubblica Italiana per l'elezione della Camera dei deputati. Apparteneva alla circoscrizione Marche e fu utilizzato per eleggere un deputato nella XII, XIII e XIV legislatura.
Venne istituito nel 1993 con la cosiddetta Legge Mattarella (Legge n. 277, Nuove norme per l'elezione della Camera dei deputati), attuata in seguito al referendum abrogativo del 1993. La legge istituì per la Camera dei deputati e per il Senato della Repubblica un sistema di elezione misto, in parte maggioritario e in parte proporzionale. Il 75% dei parlamentari dell'assemblea veniva eletto in collegi uninominali tramite sistema maggioritario a turno unico; il restante 25% alla Camera veniva eletto tramite sistema proporzionale con liste bloccate.
Il collegio venne abolito insieme a tutti gli altri che costituivano la Camera con la promulgazione della legge elettorale successiva, la cosiddetta Legge Calderoli. Questa prevedeva un sistema proporzionale con premio di maggioranza, che alla Camera veniva attribuito a livello nazionale.

## Territorio
Il collegio di Macerata era uno dei 12 collegi uninominali in cui erano suddivise le Marche e, come previsto dal D.Lgs. del 20 dicembre 1993 n. 536, era interamente compreso nella provincia di Macerata e comprendeva i seguenti comuni: Acquacanina, Belforte del Chienti, Bolognola, Caldarola, Camerino, Camporotondo di Fiastrone, Castelsantangelo sul Nera, Cessapalombo, Colmurano, Corridonia, Fiastra, Fiordimonte, Gualdo, Loro Piceno, Macerata, Mogliano, Monte Cavallo, Monte San Martino, Muccia, Penna San Giovanni, Petriolo, Pieve Torina, Pievebovigliana, Pollenza, Ripe San Ginesio, San Ginesio, Sant'Angelo in Pontano, Sarnano, Serrapetrona, Serravalle di Chienti, Tolentino, Urbisaglia, Ussita e Visso.

## Eletti
| Elezione | Elezione | Deputato          | Partito            |
| -------- | -------- | ----------------- | ------------------ |
|          | 1994     | Valerio Calzolaio | Progressisti (PDS) |
|          | 1996     | Valerio Calzolaio | L'Ulivo (PDS/DS)   |
| 2001     |          | Valerio Calzolaio | L'Ulivo (PDS/DS)   |

## Dati elettorali

### XII legislatura

#### Risultati proporzionale
| Coalizioni        | Coalizioni         | Liste                                 | Liste                              | Voti   | %     |
| ----------------- | ------------------ | ------------------------------------- | ---------------------------------- | ------ | ----- |
|                   | Progressisti       |                                       | Partito Democratico della Sinistra | 21.320 | 24,14 |
|                   | Progressisti       | Rifondazione Comunista                | 6.219                              | 7,04   |       |
|                   | Progressisti       | Federazione dei Verdi                 | 2.239                              | 2,54   |       |
|                   | Progressisti       | Alleanza Democratica                  | 1.904                              | 2,16   |       |
|                   | Progressisti       | Partito Socialista Italiano           | 1.691                              | 1,91   |       |
|                   | Progressisti       | Movimento per la Democrazia - La Rete | 1.303                              | 1,48   |       |
| Totale coalizione | Totale coalizione  | 34.676                                | 39,27                              |        |       |
|                   | Patto per l'Italia |                                       | Partito Popolare Italiano          | 19.872 | 22,50 |
|                   | Alleanza Nazionale | Alleanza Nazionale                    | Alleanza Nazionale                 | 18.537 | 20,99 |
|                   | Forza Italia       | Forza Italia                          | Forza Italia                       | 15.237 | 17,25 |
| Totale            | Totale             | Totale                                | Totale                             | 88.322 |       |

#### Risultati uninominale
|                               | Valerio Calzolaio ✔️ Eletto | Progressisti       | 31 592 | 36,76 |  |  |  |  |  |
|                               | Francesco Massi             | Patto per l'Italia | 30 226 | 35,17 |  |  |  |  |  |
|                               | Luciano Magnalbò            | Alleanza Nazionale | 24 134 | 28,08 |  |  |  |  |  |
| Totale                        | Totale                      | Totale             | 85 952 | 100   |  |  |  |  |  |
|                               |                             |                    |        |       |  |  |  |  |  |
| Fonte: Ministero dell'interno |                             |                    |        |       |  |  |  |  |  |

### XIII legislatura

#### Risultati proporzionale
| Coalizioni        | Coalizioni                         | Liste                                     | Liste                              | Voti   | %     |
| ----------------- | ---------------------------------- | ----------------------------------------- | ---------------------------------- | ------ | ----- |
|                   | Polo per le Libertà                |                                           | Alleanza Nazionale                 | 17.222 | 20,21 |
|                   | Polo per le Libertà                | Forza Italia                              | 14.299                             | 16,78  |       |
|                   | Polo per le Libertà                | CCD-CDU                                   | 9.510                              | 11,16  |       |
| Totale coalizione | Totale coalizione                  | 41.031                                    | 48,15                              |        |       |
|                   | L'Ulivo                            |                                           | Partito Democratico della Sinistra | 18.786 | 22,05 |
|                   | L'Ulivo                            | Popolari per Prodi (PPI-SVP-PRI-UD-Prodi) | 5.631                              | 6,61   |       |
|                   | L'Ulivo                            | Rinnovamento Italiano                     | 5.264                              | 6,18   |       |
|                   | L'Ulivo                            | Federazione dei Verdi                     | 1.873                              | 2,20   |       |
| Totale coalizione | Totale coalizione                  | 31.554                                    | 37,04                              |        |       |
|                   | Progressisti                       |                                           | Rifondazione Comunista             | 8.173  | 9,59  |
|                   | Movimento Sociale Fiamma Tricolore | Movimento Sociale Fiamma Tricolore        | Movimento Sociale Fiamma Tricolore | 1.614  | 1,89  |
|                   | Lista Pannella - Sgarbi            | Lista Pannella - Sgarbi                   | Lista Pannella - Sgarbi            | 1.348  | 1,58  |
|                   | Lega Nord                          | Lega Nord                                 | Lega Nord                          | 1.203  | 1,41  |
|                   | Per le Marche                      | Per le Marche                             | Per le Marche                      | 278    | 0,33  |
| Totale            | Totale                             | Totale                                    | Totale                             | 85.201 |       |

#### Risultati uninominale
|                               | Valerio Calzolaio ✔️ Eletto | L'Ulivo               | 41 891 | 49,86 |  |  |  |  |  |
|                               | Sandro Cacchiarelli         | Polo per le Libertà   | 34 438 | 40,99 |  |  |  |  |  |
|                               | Dante Castiglioni           | Fiamma Tricolore      | 4 173  | 4,97  |  |  |  |  |  |
|                               | Adelio Bravi                | Lista Pannella-Sgarbi | 1 842  | 2,19  |  |  |  |  |  |
|                               | Pierino Rossetti            | Lega Nord             | 1 674  | 1,99  |  |  |  |  |  |
| Totale                        | Totale                      | Totale                | 84 018 | 100   |  |  |  |  |  |
|                               |                             |                       |        |       |  |  |  |  |  |
| Fonte: Ministero dell'interno |                             |                       |        |       |  |  |  |  |  |

### XIV legislatura

#### Risultati proporzionale
| Coalizioni        | Coalizioni              | Liste                                 | Liste                   | Voti   | %     |
| ----------------- | ----------------------- | ------------------------------------- | ----------------------- | ------ | ----- |
|                   | Casa delle Libertà      |                                       | Forza Italia            | 20.786 | 24,59 |
|                   | Casa delle Libertà      | Alleanza Nazionale                    | 14.290                  | 16,91  |       |
|                   | Casa delle Libertà      | CCD-CDU                               | 4.814                   | 5,70   |       |
|                   | Casa delle Libertà      | Nuovo PSI                             | 508                     | 0,60   |       |
| Totale coalizione | Totale coalizione       | 40.398                                | 47,80                   |        |       |
|                   | L'Ulivo                 |                                       | Democratici di Sinistra | 20.682 | 24,47 |
|                   | L'Ulivo                 | La Margherita (Dem - PPI - RI- UDEUR) | 10.689                  | 12,65  |       |
|                   | L'Ulivo                 | Il Girasole (FdV - SDI)               | 1.370                   | 1,62   |       |
|                   | L'Ulivo                 | Comunisti Italiani                    | 1.120                   | 1,33   |       |
| Totale coalizione | Totale coalizione       | 33.861                                | 40,07                   |        |       |
|                   | Rifondazione Comunista  | Rifondazione Comunista                | Rifondazione Comunista  | 3.721  | 4,40  |
|                   | Lista Di Pietro         | Lista Di Pietro                       | Lista Di Pietro         | 2.958  | 3,50  |
|                   | Democrazia Europea      | Democrazia Europea                    | Democrazia Europea      | 1.516  | 1,79  |
|                   | Lista Pannella - Bonino | Lista Pannella - Bonino               | Lista Pannella - Bonino | 1.401  | 1,66  |
|                   | Repubblicani Europei    | Repubblicani Europei                  | Repubblicani Europei    | 567    | 0,67  |
|                   | Abolizione scorporo     | Abolizione scorporo                   | Abolizione scorporo     | 49     | 0,06  |
|                   | Paese Nuovo             | Paese Nuovo                           | Paese Nuovo             | 45     | 0,05  |
| Totale            | Totale                  | Totale                                | Totale                  | 84.516 |       |

#### Risultati uninominale
|                               | Valerio Calzolaio ✔️ Eletto | L'Ulivo            | 40 886 | 47,91 |  |  |  |  |  |
|                               | Mario Baldassarri           | Casa delle Libertà | 37 256 | 43,66 |  |  |  |  |  |
|                               | Benedetto Ranieri           | Democrazia Europea | 2 925  | 3,43  |  |  |  |  |  |
|                               | Carlo Alberto Zenobi        | Lista Di Pietro    | 2 720  | 3,19  |  |  |  |  |  |
|                               | Nazario Cesca               | Lista Emma Bonino  | 1 545  | 1,81  |  |  |  |  |  |
| Totale                        | Totale                      | Totale             | 85 332 | 100   |  |  |  |  |  |
|                               |                             |                    |        |       |  |  |  |  |  |
| Fonte: Ministero dell'interno |                             |                    |        |       |  |  |  |  |  |